# Andrés Cerón Serrano
Andrés Cerón (Popayán, Colombia, 1822-Bogotá, Colombia, 15 de junio de 1879) fue un político, abogado y militar colombiano. Primogénito de Juan Cerón y Juana Serrano, Cerón recibió el título de abogado en 1847 en la Universidad del Cauca. Casado con Mercedes Castillo.

## Biografía
Durante el ejercicio de su profesión desempeñó importantes cargos públicos: jefe político del Cantón de Popayán en 1850, y en ese carácter, gobernador interino de la provincia en 1851; juez letrado del Atrato; fiscal del tribunal de Popayán en 1852; procurador del Estado; magistrado de la Corte Suprema; procurador general de la Nación; magistrado de la Corte de Cuentas; diputado a la Cámara Provincial de Popayán, en 1853 y 1855; Senador caucano en 1859 y 1863, y de la Legislatura del Estado en 1875; Congresista en 1863, 1864 y 1865; senador durante el período 1872-1875 y presidente del Congreso en 1872; diputado a la Convención de Rionegro en 1863; miembro de la Junta de Crédito Público del Cauca; y profesor de la Universidad del Cauca
En 1854 Cerón asumió el título de gobernador por la revolución melista, jefe de la primera sección de la Secretaría General del Estado, encargado del despacho en 1857, secretario de Gobierno de la misma entidad en 1860; secretario de Guerra del general Tomás Cipriano de Mosquera en la campaña del 60, gobernador del Distrito Federal de Bogotá en la misma época, presidente del Cauca del 15 de agosto de 1869 a igual fecha en 1871. 
Por su actuación en la campaña de 1860, estuvo en Manizales, Segovia, La Barrigona, Chaguaní, Subachoque, Usaquén y San Diego. Siendo Cerón presidente del Consejo de Secretarios encargados de los asuntos locales del poder ejecutivo, en ausencia del general Mosquera, le tocó actuar en primer término por la defensa de los cuarteles de San Agustín, cuando fueron sitiados por el general Leonardo Canal, en febrero de 1860. Obtuvo el grado de general el 18 de abril de 1860. Su paso por el gobierno del Cauca marcó una administración pacífica, tolerante y progresista, durante la cual se llevaron a cabo importantes obras públicas y creció especialmente la prensa, ya por el establecimiento de talleres tipográficos en ciudades que antes carecían de ellos, como Ipiales y Buenaventura, ya por mejora de los existentes en otras localidades y consiguiente fundación de hojas periodísticas de mayor aliento. Cerón dotó al gobierno de una imprenta que en aquella época mereció el calificativo de magnífica. Falleció en Bogotá, en 1879, siendo secretario de Guerra y Marina del general Julián Trujillo Largacha.
La descendencia de Andrés Cerón Serrano se encuentra principalmente en las ciudades de Bogotá y Popayán, donde encontramos al periodista Silvio Cerón Escobar y al médico Rafael Cerón Escobar, de ilustre familia ganadera y empresarial, por línea de su hermano Manuel María Cerón Serrano, además del Dr. Rodrigo Cerón Valencia, exgobernador del departamento del Cauca.